# John Tempesta
John Tempesta (ur. 26 września 1964 w Nowym Jorku) – amerykański perkusista, znany z występów w grupach muzycznych Exodus, Testament, White Zombie oraz Helmet. Wystąpił także na solowym albumie Tony'ego Iommiego. Od 2006 roku Tempesta występuje w grupie The Cult.

## Wybrana dyskografia
- Exodus – Impact Is Imminent (1990, Capitol Records)
- Testament – Low (1994, Atlantic Records, Megaforce Records)
- Tony Iommi – Iommi (2000, Divine Records)
- Testament – First Strike Still Deadly (2001, Spitfire Records)
- Helmet – Size Matters (2004, Interscope Records)
- Black Label Society – Hangover Music Vol. VI (2004, Spitfire Records)
- Numbers from the Beast: An All Star Salute to Iron Maiden (2005, Rykodisc)[4]
- Mike Inez – Behind the Player: Mike Inez (2008, IMV Records)

## Filmografia
- We Sold Our Souls for Rock 'n Roll (2001, film dokumentalny, reżyseria: Penelope Spheeris)[5]